# Mas dels Corts
Mas dels Corts (en francès Mas-des-Cours) és un municipi francès situat al departament de l'Aude i a la regió d'Occitània.